# Eifelland Racing
L'Eifelland è stato un costruttore tedesco di Formula 1. Fondata da Günther Hennerici, imprenditore nel campo della produzione di caravan che iniziò a interessarsi al mondo delle corse sponsorizzando alcune vetture del campionato di Formula 2 e di Formula 3.
Nel 1971 decise di impegnarsi direttamente nella costruzione di vetture acquistando una March 721 che venne poi rimodellata con l'aiuto di Luigi Colani. Per tale motivo è indicata anche come  Eifelland-March. La vettura, ribattezzata E21, aveva una forma alquanto avveniristica con una grande presa d'aria posta sulla parte alta del musetto, davanti al pilota. Su questa presa era posto l'unico specchietto retrovisore, in una curiosa posizione centrale. Problemi di raffreddamento costrinsero la scuderia a rivedere il progetto iniziale, che prevedeva un muso carenato a tutta larghezza e due scivoli laterali che convogliavano l'ala su un grande alettone posteriore.
Le versioni successive, impiegate in gara, ebbero muso e un alettone posteriore più convenzionali e videro l'eliminazione degli scivoli laterali.
Furono mantenuti la presa d'aria davanti all'abitacolo e lo specchietto a periscopio.
L'esordio avvenne nel Gran Premio del Sud Africa 1972, in cui ottenne il 25 posto sulla griglia e il tredicesimo all'arrivo. Corse in totale 8 gran premi validi per il campionato del mondo, sempre con Rolf Stommelen alla guida, senza ottenere risultati di rilievo.
Al termine della stagione Henerici vendette la sua società di caravan e l'impegno nel mondo delle corse non venne proseguito.